# Universidade Federal do Recôncavo da Bahia
La Universidade Federal do Recôncavo da Bahia (UFRB) és una universitat de l'estat de Bahia, amb seu a la ciutat de Cruz das Almas, i amb dos campus avançats en l'interior de l'estat, estant un localitzat a la ciutat de Feira de Santana.
El 2009 tenia 34 opcions de curs, sent 29 cursos de graduació en els dos campus de Cruz das Almas.